# Train de Loos
Le Train de Loos est un convoi de déportés, résistants et politiques, affrété le 1er septembre 1944 par les autorités d'occupation allemandes vers les camps de concentration nazis, au cours de la Seconde Guerre mondiale, deux jours avant la libération de Lille.

## Histoire
Le Train de Loos quitte la gare de Tourcoing le 1er septembre 1944, alors que les Allemands évacuent Lille. Il emmène en déportation en Allemagne 872 prisonniers politiques et une majorité de résistants, arrêtés depuis plusieurs semaines, et détenus dans les prisons de Béthune, de Valenciennes et de Loos,.
Ce jour-là, les prisonniers sont amenés par camions, et sont entassés à 80-90 dans treize wagons à bestiaux. Seuls 23 détenus échappent à la déportation grâce à un pneu crevé.
Le train se dirige vers la Belgique, remonte jusqu'en Hollande puis redescend vers la Rhénanie.
Les conditions du voyage sont épouvantables : les déportés sont entassés à 80-90 par wagon à bestiaux. Ils ne peuvent ni s'allonger ni même s'asseoir. L'angoisse monte au fil des heures. Ils n'ont pas d'eau et souffrent de la soif, puis de la faim (sur le quai avant le départ, des représentantes de la Croix-Rouge averties par le chef de gare français ont tenté de distribuer vivres et cigarettes, de recueillir des messages pour les familles mais n'ont guère réussi à avancer et nombre de messages ont été interceptés par les gardes). La chaleur est suffocante, les wagons ne sont aérés que par de petites lucarnes grillagées qui ne donnent que peu d'air et on se bouscule pour aller y respirer un peu. Au fil des heures, les mauvaises odeurs montent : odeurs de transpiration, odeurs liés à la satisfaction des besoins naturels pour lesquels rien n'est prévu, en dehors de quelques boites de conserve.
Le convoi arrive dans la région de Cologne le 3 septembre 1944. La plupart des prisonniers sont affectés au déminage des voies ferrées en Allemagne puis sont internés dans différents camps de concentration nazis, comme Oranienburg-Sachsenhausen, Dachau ou Buchenwald. 284 personnes sur 872 rentreront de déportation. Le Train de Loos est le dernier convoi parti de France vers les camps de la mort.